# 科迪·羅斯
科迪·羅斯（英語：Cody Joseph Ross，1980年12月23日—）出生於新墨西哥州波特爾斯（Portales），為前美國職棒大聯盟的右外野手。

## 生平
2003年，羅斯在底特律老虎隊時，首次升上大聯盟。2004年被交易至洛杉磯道奇隊。
2006年4月，被洛杉磯道奇隊交易至辛辛那提紅人，同年5月，辛辛那提紅人又將他交易到佛羅里達馬林魚隊。
2010年8月，舊金山巨人由佛羅里達馬林魚讓渡名單中，買下羅斯。
2012年1月23日，羅斯和波士頓紅襪簽下1年的合約。

## 記錄
2010年，他在國家聯盟季後賽連十場出賽有九場送出安打，34打數累積11安、8分打點，包辦了四發全壘打與三支二壘打。他的傑出表現，使得舊金山巨人隊奪下國家聯盟冠軍，因此獲選為國聯冠軍系列賽MVP。

## 外部連結
- Official website
- Baseball America （页面存档备份，存于）
- 球員資訊和成績在MLB ，ESPN ，Retrosheet ，Baseball Reference ，Baseball Reference (Minors) ，Fangraphs ，The Baseball Cube （英文）
- MLB daily update （页面存档备份，存于）